# Khoikhoi
Los khoikhoi ("hombres de los hombres", pronúnciese /koi-koi/) o simplemente khoi y mejor conocidos en lengua española como hotentotes, son un pequeño grupo étnico nómada de África austral, específicamente de Botsuana y Namibia, que se separó de los khoisan y llegó desde el sur a esta región a principios del siglo VI.
Los nombres 'Khoikhoi', 'Khoekhoen', y 'Kwena' son nombres usados por ellos mismos en su propia lengua, los cuales significan 'hombres de hombres' u 'hombres reales con animales domésticos', distintos de los Sonqua (san), quienes no los tenían.
Los hotentotes están estrechamente relacionados con los bosquimanos, y podrían ambos grupos encontrarse entre las etnias más antiguas del mundo. Sus lenguas se clasifican dentro de la macrofamilia khoi-san, que al igual que la de los damaras, los namaqua (nàmá) y hadzas, se caracteriza por chasquidos que dan a estas lenguas un sonido tan característico; tal sonido suele ser representado por los antropólogos y lingüistas con el dígrafo !k. Se usa el nombre khoi-san (!koi-san) para referirse conjuntamente a todos ellos. Los khoikhoi (!koi!koi) son de piel parda con estatura promedio de 1,50 m.
Hace unos siglos, los khoikhoi ocupaban un territorio más extenso en el África austral. Estos fueron los habitantes con quienes se toparon los primeros pobladores europeos al llegar a la zona de la Colonia del Cabo. Los neerlandeses los llamaron "hotentotes" (hottentots), palabra que fue ampliamente usada durante los tiempos coloniales. En el holandés de hace cuatro siglos, la palabra significaba "tartamudo" en el dialecto neerlandés del Norte que se hablaba en el siglo XVII. Las mujeres típicas de este deme se caracterizan por la esteatopigia de sus nalgas.
A un subgrupo de los khoikhoi, los nama, les fue destinado el bantustán de Namalandia en África del Sudoeste (actual Namibia) durante la fase de aplicación de las políticas de "desarrollo separado", cuando Sudáfrica ocupó y administró ese territorio.

## Historia

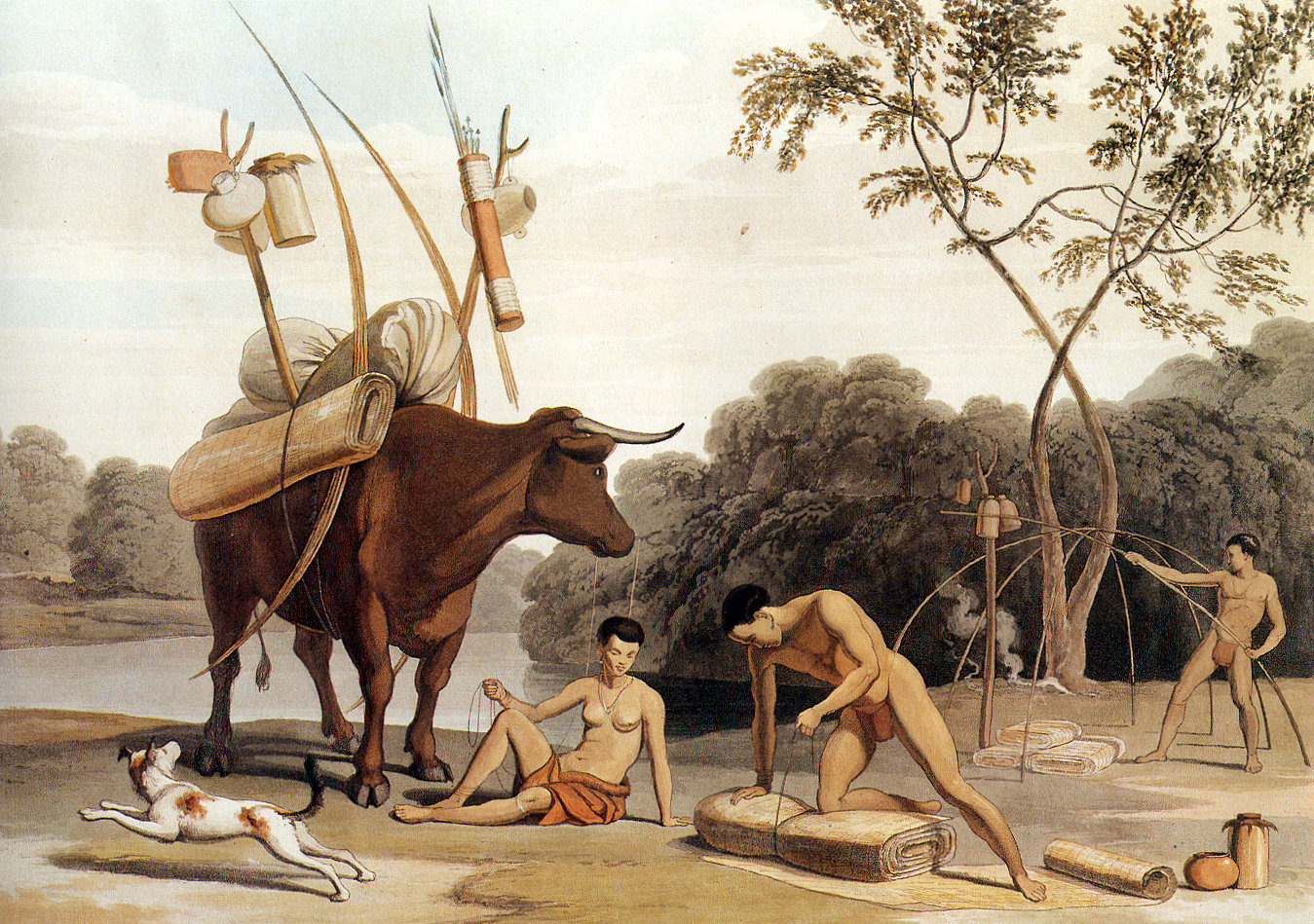
Grupo khoikhoi trasladándose a nuevos campos de pastoreo según acuarela de Samuel Daniell c. 1805.

El primer registro que se tiene de los khoikhoi como pastores es de hace 2600 años. Se destacan especialmente en la cría de ovejas, al dejar la actividad de cacería y emigrar hacia el norte. Esta actividad introdujo el concepto de la propiedad en esta sociedad, la cual se solidificó y expandió formándose estructuras sociales donde aparecen los jefes de tribus.
Parece haber sido que cerca de esta época, los khoikhoi de Zimbabue y El Cabo comenzaron a pastorear ovejas, por el registro arqueológico de huesos de ovejas y porque comenzaron a mostrarlas en sus pinturas. Antes de eso no había ovejas en Sudáfrica, pues seguramente fueron traídas de África del Norte quizás en intercambio comercial con los invasores bantúes (si no estuvieron siempre en guerra).
Los khoikhoi comenzaron a criar ganado (vacas, toros), y se desarrollaron grandes cantidades por los años 1000 d. C. No se han encontrado pinturas de este ganado.
Los portugueses fueron los primeros europeos que entraron en contacto con los khoikhoi cuando llegaron al Cabo y mostraron interés en colonizar esta región crucial en la ruta a la India. Sin embargo, el mal tiempo que reina normalmente en la zona y la costa rocosa del Cabo, eran un peligro para sus naves y las ocasiones que trataron de comerciar con los khoikhoi terminaron en el asesinato de decenas de miles de africanos.
Luego llegaron los neerlandeses, quienes se veían obligados a comerciar con los khoikhois, pero la relación no era amistosa; entonces recurrieron a traer agricultores de Holanda quienes cultivaban la tierra y surtían a la Compañía Neerlandesa de las Indias Orientales con sus productos. Con la adición de los esclavos, las tierras ocupadas por la Compañía se extendieron hacia el norte y hacia el este y la guerra con los khoikhoi se hizo inevitable. Aparecieron serias disputas por la posesión de las tierras y del ganado, lo que dio lugar a la serie de tres guerras khoikhoi-neerlandeses: la primera en 1659, la segunda en 1673 y la tercera entre 1674 y 1677, en donde los neerlandeses tenían superioridad en cuanto al uso de caballos y armas de fuego, y en donde al final los khoikhoi fueron sometidos además de afectados por las enfermedades europeas como el sarampión y la viruela. Finalmente los khoikhoi se vieron sin las mejores fuentes de agua y obligados a ser clientes de los colonizadores.
Las guerras de guerrillas de los khoikhoi duraron hasta el siglo XIX. A los sobrevivientes no les quedó otra opción que trabajar para los europeos, con quienes incluso se mezclaron dando origen a los denominados Coloureds (coloreados).
Entre las tribus khoikhoi las más conocidas eran los Griqua, quienes vivieron originalmente en la costa este la Bahía de Santa Elena y las montañas Cedeberg. En el siglo XVIII lograron obtener armas y caballos y se dirigieron hacia el nordeste. En su ruta se les fueron agregando Colorados y otros grupos khoisan y hasta incluso aventureros blancos, y llegaron a crear una fuerza militar considerable. Finalmente llegaron al Highveld cerca de lo que denomina Kimberley, donde se establecieron en el territorio que se llama Griqualandia.
En 1884 los alemanes colonizaron África del Sudoeste. Entre 1893 y 1894, tuvo lugar la primera «sublevación hotentote» de los nama y su líder legendario Hendrik Witbooi. 14 000 soldados fueron enviados desde el Imperio alemán bajo el mando del teniente general Lothar von Trotha para aplastar la rebelión de los nama y los herero; a estos últimos se les decretó su expulsión total o muerte. A fines de 1904, los nama vuelven a entrar en lucha contra el poder colonial bajo sus líderes Hendrik Witbooi y Jakob Morenga, este último a menudo conocido como el «Napoleón negro». El levantamiento fue finalmente reprimido durante 1907 y 1908. En total 10 000 nama, el 50 % de todos ellos, murieron en el conflicto, lo que se conoce como el primer genocidio del siglo XX.
La khoikhoi más famosa de la historia es, quizás, Sara Baartman; recibió el nombre artístico de 'Venus Hotentote' y su cadáver estuvo expuesto hasta 1985 en el Museo del Hombre de París. Baartman firmó un contrato de artista y sirvienta, fechado 29 de octubre de 1810, por el cual a comienzos del siglo XIX fue conducida por el médico naval Alexander Dunlop de su Sudáfrica natal a Inglaterra, donde fue expuesta al público como curiosidad, según los términos del contrato. Lo que realmente se trataba de exponer era la forma de sus nalgas y más concretamente la vulva, cuyos labios menores resultaban diferentes por su tamaño. Baartman no solo era una curiosidad, sino también un motivo de estudio. Los médicos ingleses que estudiaron sus labios vaginales idearon para nombrarlos el término médico "mandiles hotentotes". Hotentotes fue el nombre que los conquistadores neerlandeses aplicaron a la totalidad de los grupos de habitantes del Cabo, y mandil debía hacer referencia a la caída de los labios. François Péron y Charles-Alexandre Lesueur estudiaron ésta característica de las hotentotes, y dejaron sus Observations sur le Tablier des femmes Hottentotes, ilustradas, de 1805, realizadas durante escala al regreso de la Expedición Baudin, e inéditas a causa de la muerte de Péron, de tuberculosis, con apenas 35 años.
Cuando las exhibiciones de Baartman dejaron de ser rentables debido a las manifestaciones de los opositores de la esclavitud, la joven fue vendida a un exhibidor de animales salvajes en Francia, donde murió en 1815 a consecuencia de una enfermedad febril (posiblemente sífilis, o quizá tuberculosis) con solo veintiséis años de edad. El barón francés Georges Cuvier, cirujano de Napoleón Bonaparte, y especialista en estudios anatómicos, practicó la autopsia del cadáver y diseccionó las partes que le interesaban elaborando un informe escrito de nueve páginas sobre la vulva de Baartman. Tanto la vulva como el cerebro de la difunta fueron sumergidos en alcohol y exhibidos en el Muséum National d'Histoire Naturelle, que más tarde se convirtió en el Museo del Hombre de París, hasta 1985.
Tras el fin del apartheid a fines de los 1980 en Sudáfrica, el entonces presidente Nelson Mandela instó al gobierno francés que permitiera regresar a su patria los restos de Sara Baartman, pero por temor a que el resto de las antiguas colonias comenzaran también a exigir la devolución de sus tesoros en el caso de acceder a este pedido, la Asamblea Nacional francesa se negó a ello hasta el año 2002, cuando el 9 de agosto de ese mismo año Saartje Baartman fue enterrada en el Cabo Oriental de Sudáfrica, 187 años después de su muerte.

## Forma de vida y organización
Estuvieron divididos antiguamente en 10 clanes, cada uno de ellos divididos en un jefe y concejales electos en sufragio masculino universal. Han desaparecido como grupo excepto por los namas (namaqua) en Namibia, que aún son pastores nómadas. La mayoría ahora son granjeros y obreros.
El sistema de clanes era exógamo (pueden casarse entre clanes); facilitaba las alianzas. La sociedad era jerárquica (no como los san, sin jerarquías). Los ricos tenían más ganado y también sirvientes. Un trabajador del ganado recibía una oveja por su trabajo.
Tienen una extensa colección de historias folclóricas, muchas parecidas a las de los bantúes. Los khoikhoi tenían cultura distinta con prácticas religiosas. La Luna (Tsuigoab) era un Dios de gran reverencia, creador y protector de su salud. Gunab el malvado de las enfermedades y la muerte. En Namibia muchos se convirtieron al cristianismo y desde 1980, al islam.
Un pequeño grupo de khoikhoi continúa, especialmente en las zonas del los desiertos del Namib y del Kalahari, sobreviviendo como pastores nómadas, criando ovejas, chivos y ganado; ellos continuaban cazando para comer y completan su dieta recolectando raíces y frutas silvestres como el mongongo. El resto de los khoikhoi se ha mezclado con otros grupos étnicos y trabajando como obreros en viviendas rurales. Los que siguen nómadas, cambian su ganado para comerciar. El ganado es símbolo de prestigio y riqueza en sus sistema social y no se usa por la carne sino por la leche. Su población alcanza los 55 000 individuos en Namibia y Sudáfrica oeste.